# Dendrobrachiidae
Dendrobrachiidae é uma família de cnidários pertencente à ordem Scleralcyonacea. Inclui só o gênero Dendrobrachia,  que inclui as espécies:
- Dendrobrachia multispina
- Dendrobrachia fallax
- Dendrobrachia paucispina
- Dendrobrachia bonsai
- Dendrobrachia sarmentosa